# Kanaval (film)
Vous pouvez aider à l'améliorer ou bien discuter des problèmes sur sa page de discussion.
- Il ne cite pas suffisamment ses sources. Vous pouvez indiquer les passages à sourcer avec {{référence nécessaire}} ou {{Référence souhaitée}}, et inclure les références utiles en les liant aux notes de bas de page. (Marqué depuis avril 2025)
- Il contient une ou plusieurs listes. Le texte gagnerait à être rédigé sous la forme d’un ou plusieurs paragraphes synthétiques, afin d’être plus agréable à lire. (Marqué depuis avril 2025)
- Son texte doit être wikifié : il ne correspond pas à la mise en forme Wikipédia (style, typographie, liens internes, liens entre les wikis, etc.). (Marqué depuis avril 2025)
- Il n’est pas rédigé dans un style encyclopédique. (Marqué depuis avril 2025)

- Archive Wikiwix
- Bing
- Cairn
- DuckDuckGo
- E. Universalis
- Gallica
- Google
- G. Books
- G. News
- G. Scholar
- Persée
- Qwant
- (zh) Baidu
- (ru) Yandex
- (wd) trouver des œuvres sur Wikidata

Pour plus de détails, voir Fiche technique et Distribution.
Kanaval est un film dramatique canado-luxembourgeois réalisé par Henri Pardo, sorti en 2023. 
L'histoire suit Rico (interprété par Rayan Dieudonné (en)), un jeune garçon de 10 ans qui émigre avec sa mère Erzuile (Penande Estime) d'Haïti vers une petite ville du Québec, où ils vivent chez un couple sans enfant, Albert (Martin Dubreuil) et Cécile (Claire Jacques). Dans ce nouvel environnement, Rico est confronté aux défis de l’intégration et au racisme, tout en vivant entre la réalité et ses souvenirs du kanaval haïtien.Le casting comprend également Hana Sofia Lopes, Jean Jean, Marc Assiniwi, Christian Cardin, Carol Beaudry, Rykko Bellemare et David Biron,.

## Fiche technique
- Titre original : Kanaval
- Réalisation : Henri Pardo
- Scénario : Henri Pardo
- Production : Pimento Medias, Item 7, Samsa Film
- Pays d’origine : Canada, Luxembourg
- Genre : Drame, Famille, Fantastique
- Durée : 112 minutes
- Langue originale : Français
- Sortie : 2023

## Distribution
- Rayan Dieudonné : Rico
- Penande Estime : Erzuile
- Martin Dubreuil : Albert
- Claire Jacques : Cécile
- Hana Sofia Lopes
- Jean Jean
- Marc Assiniwi
- Christian Cardin
- Carol Beaudry
- Rykko Bellemare
- David Biron

## Production et tournage
Le film a été produit par Pimento Medias en collaboration avec Item 7 et Samsa Film (Luxembourg). Le tournage s’est déroulé principalement au Québec, avec certaines scènes inspirées de l’ambiance du carnaval haïtien. Henri Pardo, lui-même d’origine haïtienne, s’est inspiré de sa propre histoire et celle de nombreux immigrants haïtiens arrivés au Canada.

## Sortie et réception
Kanaval a été présenté en avant-première lors du Festival international du film de Toronto 2023, dans la section Centrepiece, où il a remporté le prix Amplify Voices du meilleur film et a reçu une mention pour le prix du meilleur film canadien.
Le film a également figuré dans la liste des dix meilleurs films canadiens de 2023 selon le TIFF.
Aux Prix Écrans canadiens 2024, il a été nommé dans plusieurs catégories :
- Meilleur réalisateur (Henri Pardo)
- Meilleure interprétation masculine dans un rôle principal (Rayan Dieudonné)
- Meilleure interprétation masculine dans un rôle de soutien (Martin Dubreuil)
- Prix John Dunning du meilleur premier film

Aux Prix Iris 2024, Kanaval a été nommé pour :
- Meilleur acteur de soutien (Martin Dubreuil)
- Meilleur premier film

## Analyse et thème
Le film aborde des sujets profonds tels que :
- L’immigration et le déracinement : Rico et sa mère doivent s’adapter à une nouvelle réalité loin de leur pays d’origine.
- Le racisme et l’exclusion : Le jeune garçon fait face à des attitudes malveillantes dans son nouvel environnement.
- L’imaginaire et la mémoire : Les souvenirs du Kanaval haïtien offrent à Rico un refuge face aux difficultés du présent.

Le style du film mélange réalisme de la vie et beauté cinématographique, donnant une place centrale aux flashbacks et visions irréels du carnaval haïtien.

## A propos du réalisateur
Henri Pardo est un cinéaste canado-haïtien né à Edmundston, Nouveau-Brunswick, et a grandi à Montréal. Il a commencé sa carrière comme acteur avant de se tourner vers la réalisation. Il s’est fait connaître avec le documentaire Dear Jackie (2021), qui développe l’histoire de la communauté noire de Montréal.
Avec Kanaval, son premier long métrage narratif, il continue son engagement pour la représentation plus authentique des Noirs dans le cinéma québécois et canadien.

## Récompenses et distinctions
- Festival international du film de Toronto 2023[6]
  - Prix Amplify Voices du meilleur film[6]
  - Mention pour le prix du meilleur film canadien
- Prix Écrans canadiens 2024 (nominations)
- Prix Iris 2024 (nominations)